# Fraternitas Estica

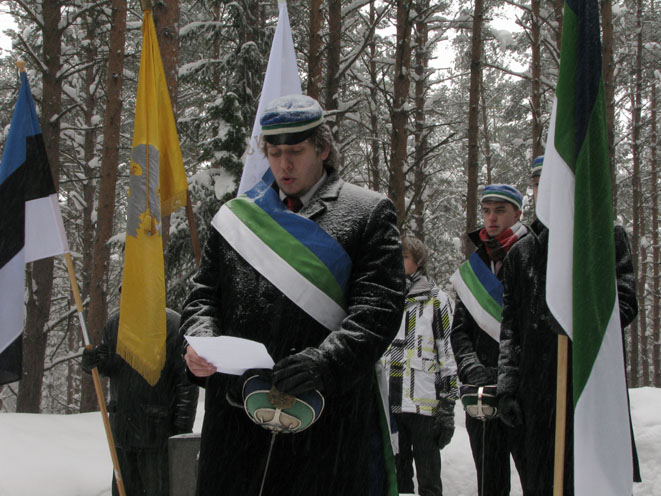

Fraternitas Estica (Korporatsioon Fraternitas Estica) najstarsza estońska korporacja akademicka (starsza, ale założona poza Estonią, w Rydze, jest Vironia). Powstała 26 kwietnia 1907 roku w Tartu w Estonii.

## Historia
12 (25) października 1904 12 członków Estońskiego Związku Studentów (Eesti Üliõpilaste Selts, EÜS) opuściło organizację, aby założyć korporację akademicką "Aestia". Rewolucja 1905 roku w Rosji przerwała prace organizacyjne, do których powrócono w listopadzie 1906 roku. W grudniu 1906 zapadła decyzja o wyborze nazwy "Fraternitas Estica". Rosyjski Minister Edukacji zarejestrował korporację 9 (22) kwietnia 1907 r. Oficjalne, uroczyste rozpoczęcie działalności nastąpiło 26 kwietnia (9 maja) 1907 roku. W latach 1912–1913 kilku członków opuściło F.E. i założyło korporację Ugala. W połowie lat 30 XX wieku otwarto drugi konwent w Tallinnie. W 1933 r. zawarto 10-letni kartel (umowę o przyjaźni) między Fraternitas Estica a Konwentem Polonia, najstarszą polską korporacją akademicką, która również wywodzi się z Tartu. W 1940 roku działalność korporacji została oficjalnie zawieszona w Estonii, ale kontynuowano ją na uchodźstwie. Największe skupiska członków (Konwenty zamiejscowe) znajdowały się w tym okresie w: Szwecji (do dzisiaj), Kanadzie i USA (do dzisiaj), Niemczech, Australii i Brazylii, a także RPA. Ponownie zarejestrowana przez Senat Uniwersytetu w Tartu 31 marca 1989 roku, oficjalnie wznowiła działalność w Estonii 6 maja 1989 roku. W 1995 r. powołano Międzynarodowe Stowarzyszenie Filistrów F.E. z siedzibą w Tallinnie. W 2005 r. Konwent Polonia gościł w Estonii, gdzie na kwaterze Fraternitas Estica, 3 maja zorganizował swój komersz 177-lecia. 11 listopada 2008 r. podczas akademii z okazji 180-lecia K!Polonia w Dworze Artusa w Gdańsku podpisano ponownie kartel między Fraternitas Estica a Konwentem Polonia.

## Symbolika
- Barwy: błękitna, zielona, biała, symbolizujące: braterstwo, wolnego ducha, wykształcenie.
- Dewiza: "Teos õiglane ja vahvas, ustav sulle Eesti rahvas" ("Rzetelni i śmiali w działaniu, wierni tobie, ludu Estonii")
- Święto rocznicowe: 9 maja
- Insygnia: oprócz typowych, korporacyjnych, jak dekiel i banda, Prezes nosi na bandzie dystynktorium wyobrażające stary herb korporacji, Olderman - analogicznie - nowy. Oznaka Prezesa oprawiona jest w złocie, Oldermana - w srebrze.
- Nazwa członka korporacji: Frater Esticus

## Kartele i porozumienia o przyjaźni
- 1908 – z łotewską korporacją Lettonia z Rygi
- 1930 – z fińską organizacją Savolainen Osakunta z Helsinek
- 1933 – z litewską korporacją Neo-Lithuania z Kowna
- 1933 i 2008 – z polską korporacją Konwent Polonia z Wilna, po 1998 r. w Sopocie